# Adolphe Marbot
Antoine Adolphe Marcelin Marbot, znany jako Adolphe Marbot (wym. [adɔlf maʁbo]; ur. 22 marca 1781 w Altillac, zm. 2 czerwca 1844 tamże) – francuski wojskowy, uczestnik wojen napoleońskich. Awansował do stopnia generała brygady (fr. maréchal de camp) w 1831 roku, za panowania króla Ludwika Filipa I.
Był synem generała Jeana-Antoine'a Marbot (1754–1800). Jego młodszy brat, Marcellin Marbot (1782–1854), również był generałem.

## Odznaczenia
Został uhonorowany następującymi odznaczeniami:
- Order Narodowy Legii Honorowej (Cesarstwo Francuskie): Kawaler, 1807
- Królewski Order Wojskowy Świętego Ludwika (Królestwo Francji): Kawaler, 1814
- Order Królewski Legii Honorowej (Królestwo Francji): Oficer, 1831
- Order Królewski Legii Honorowej (Królestwo Francji): Komandor, 1832